# Tölgyfa-zöldbagoly
A tölgyfa-zöldbagoly (Bena bicolorana) a pamacsosszövőfélék családjába tartozó, Európában és Nyugat-Ázsiában honos lepkefaj. 

## Megjelenése
A tölgyfa-zöldbagoly szárnyfesztávolsága 3,8-4,2 cm. Elülső szárnyának alapszíne élénk almazöld; felső szegélye és rojtja fehér. Az elülső szárnyat két vékony, ferde, párhuzamos, halvány sárgásfehér keresztvonal szeli át. A hátulsó szárnyak hófehérek. A szárnyak fonákja fehér, az elülsőé kissé zöldes árnyalatú, de a hátulsó hófehér. Tora, válltakarói szintén zöldek, potroha fehér vagy világoszöld. 
Változékonysága nem számottevő.
Hernyója sárgászöld, a második szelvényen kis kúp alakú nyúlvány látható, oldalvonala sárga.  

### Hasonló fajok
A bükkfa-zöldbagoly hasonlít hozzá.

## Elterjedése
Egész Európában és Nyugat-Ázsiában (Iránig) fordul elő. Magyarországon gyakori, de sehol sem tömeges. 

## Életmódja
Domb- és hegyvidéki tölgyesekben a leggyakoribb, de előfordulhat más erdőkben is. 
Az imágók májustól augusztusig repülnek. Hernyója főleg tölgyfák (ritkábban bükk, gyertyán, juhar, kőris, mogyoró) leveleivel táplálkozik. Az avarban telel át és a következő év tavaszán, nyár elején bebábozódik. Zöldessárga, hátán ibolyaszínű, hasán sárgás és rózsásszínű kokonját a levelek fonákjára erősíti. 

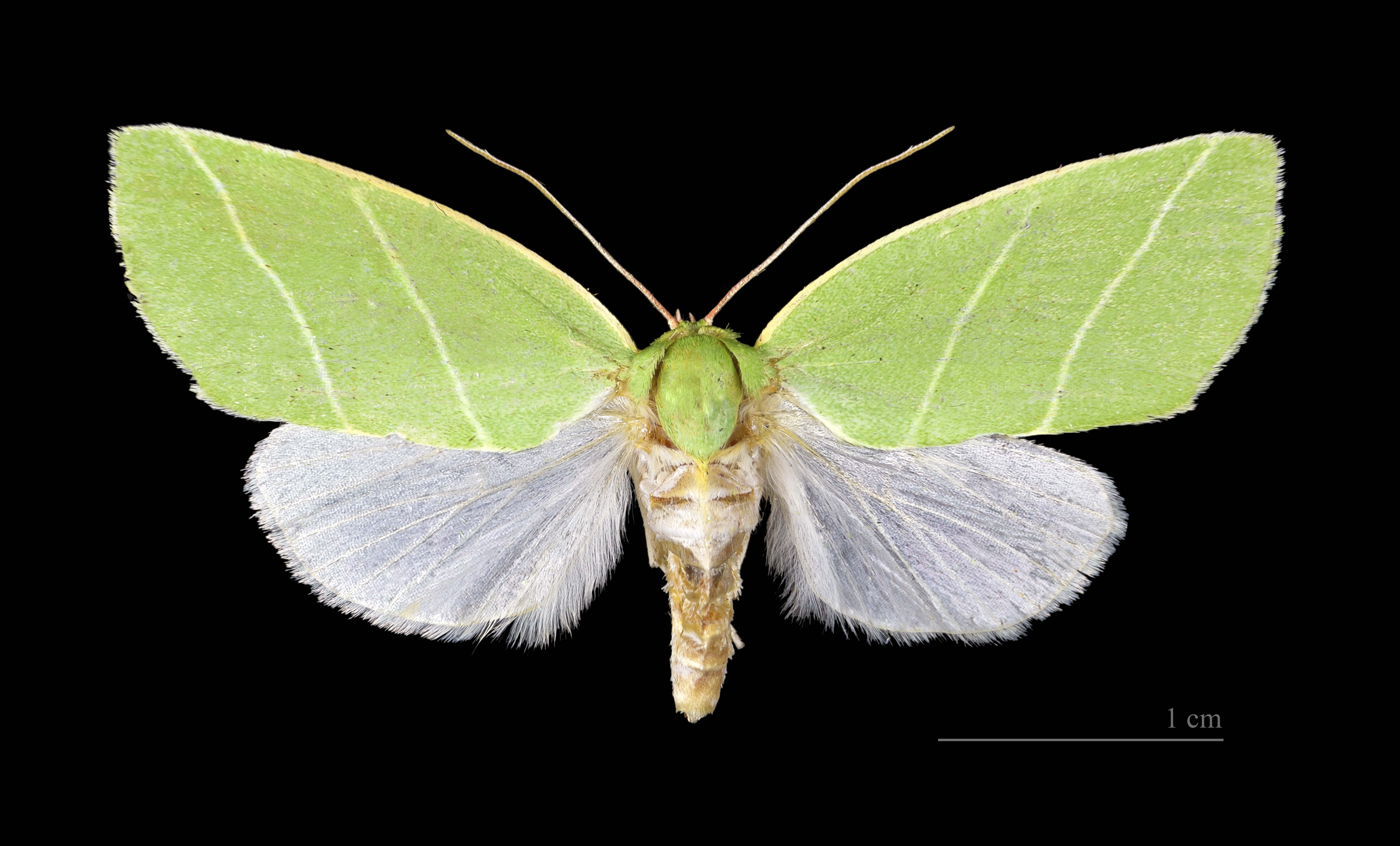
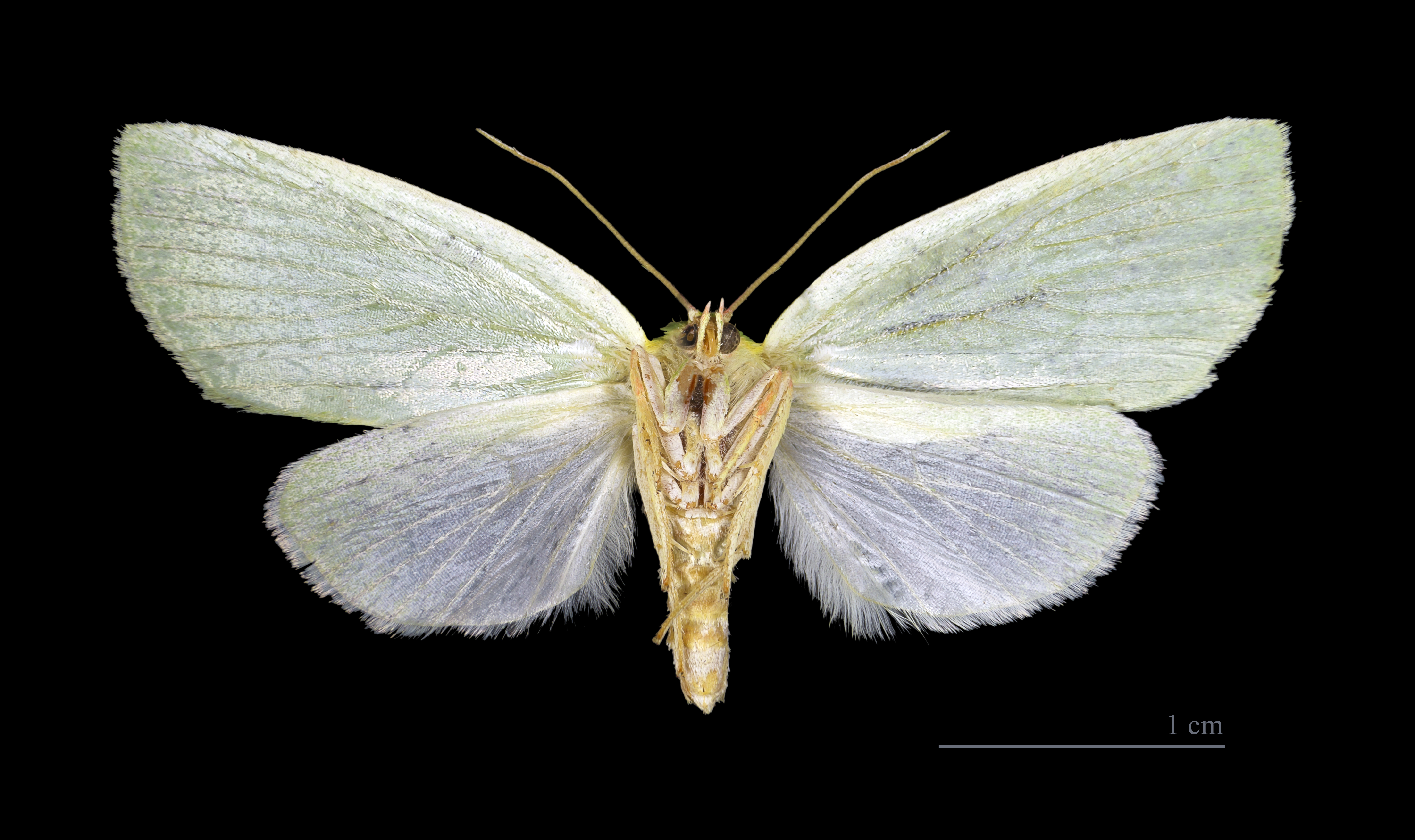
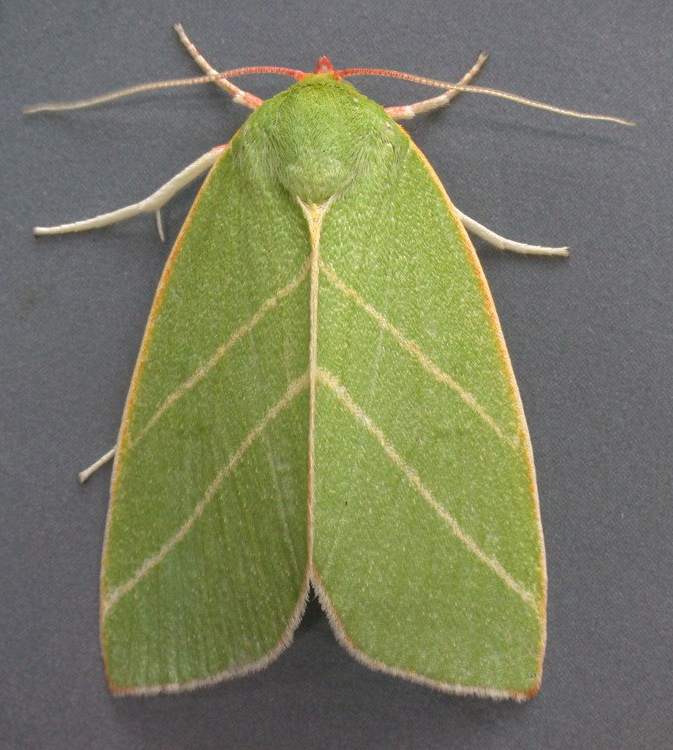
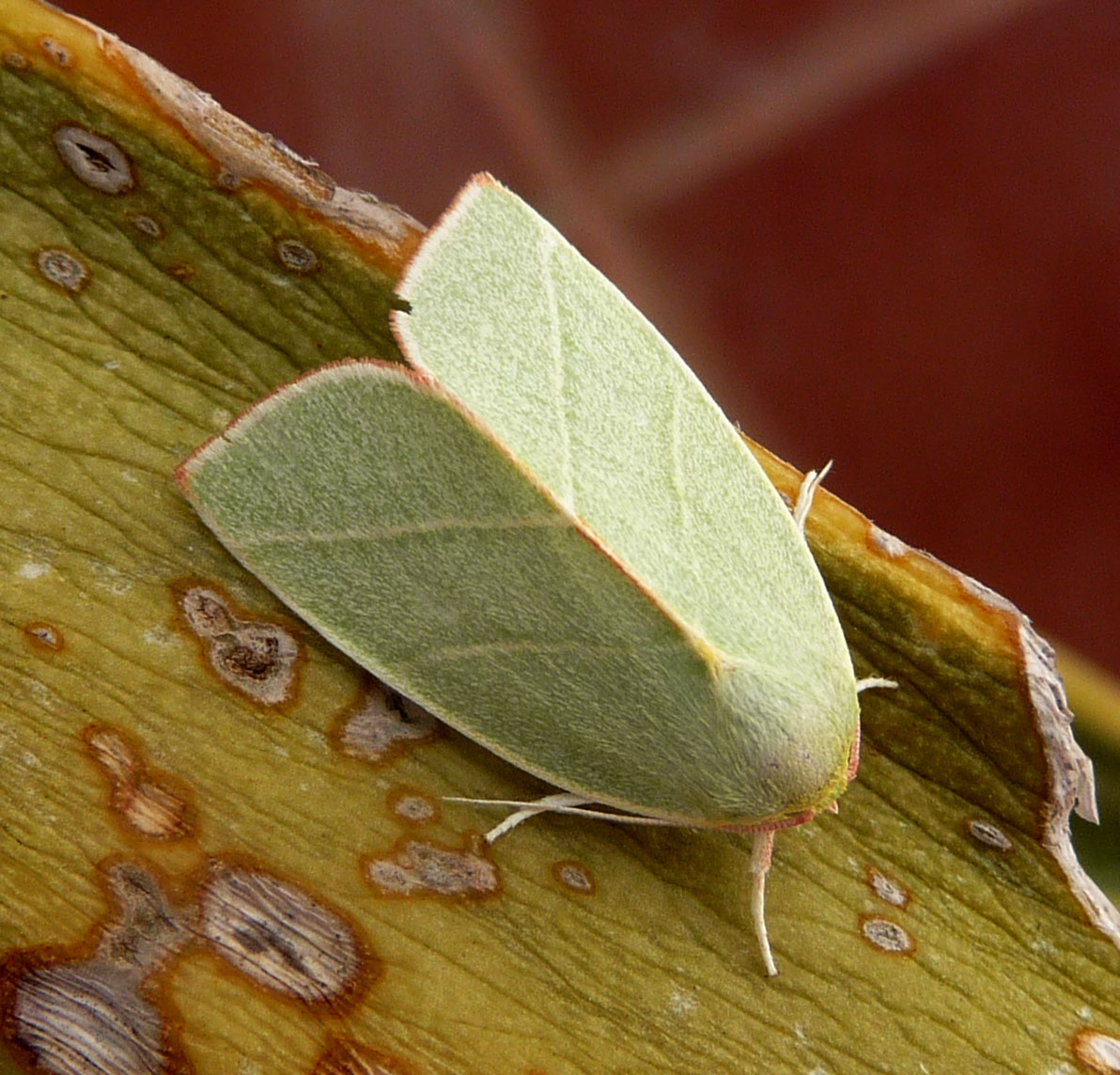
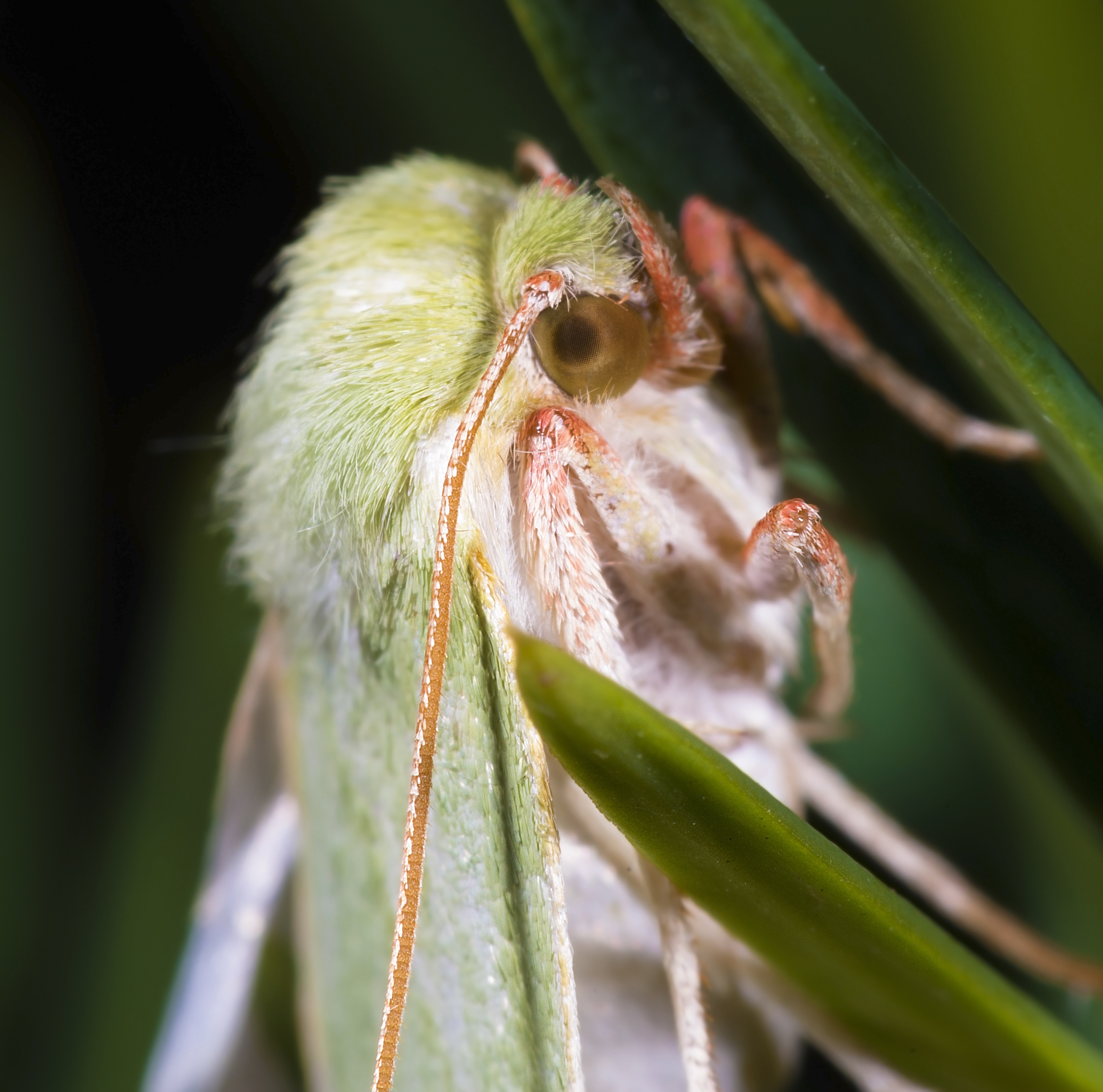

Magyarországon nem védett.